# Battaglia di Argenton-Château
La battaglia di Argenton-Château è stata una battaglia della seconda guerra di Vandea combattuta il 28-29 gennaio 1796 a Argenton-Château.

## La battaglia
Il 26 gennaio 1796, Jean Nicolas Stofflet riprese le armi su ordine del Conte d'Artois che lo nominò tenente-generale. Stofflet senza illusione, dichiarò: "Amici miei, andiamo incontro al patibolo, ma è uguale, viva il Re comunque!". Riuscì a raccogliere solo 400 uomini con i quali prese Argenton-Château.
Stupito da questa dichiarazione di guerra, il generale Lazare Hoche contrattaccò immediatamente andando nell'Angiò. Ben accolto dalla popolazione, dichiarò: "Io credo che la guerra stoffletiana duri quindici giorni". 6 000 soldati repubblicani presero Neuvy-en-Mauges, quartier generale dell'esercito dell'Anjou, così Stofflet dovette fuggire, ripiegando nella foresta di Maulévrier, ma nella notte del 23-24 febbraio fu sorpreso nella fattoria di La Saugrenière vicino a La Poitevinière da 200 fanti e 25 cavalieri. Stofflet e sei dei suoi uomini furono quindi fucilati ad Angers il 25 febbraio 1796.